# Aberdeen Plain
Aberdeen Plain was een districtsbestuursgebied in het Zuid-Afrikaanse district Cacadu.
Aberdeen Plain ligt in de provincie Oost-Kaap en telde in 2001 8253 inwoners.